# 미야자키현 제2구
미야자키현 제2구(宮崎県 第2区)는 일본의 중의원 선거구이다. 1994년 공직선거법으로 신설되었다.

## 지역
- 노베오카시
- 휴가시
- 사이토시
- 고유군
- 니시우스키군
- 히가시우스키군

## 역대 중의원 의원
- 에토 다카미 (소속정당: 자유민주당, 임기: 1996년 ~ 2000년)
- 에토 다쿠 (소속정당: 무소속 → 자유민주당, 임기: 2000년 ~ 현재)